# 喜礁管竺鯛
喜礁管竺鯛（學名：Siphamia spinicola），又稱喜礁管天竺鯛，為輻鰭魚綱鈎頭魚目天竺鯛科管竺鯛屬下的一個種，分布於中西太平洋新喀里多尼亞、萬那杜、帛琉、巴布亞紐幾內亞及密克羅尼西亞海域，深度5至20公尺，本魚體橢圓，體稍側扁，頭大、眼大、口大且斜裂，頜齒細小，鋤骨和腭骨通常具齒，舌上無齒，體被弱櫛鱗，前鰓蓋骨具鋸齒，體色銀色至黃棕色並帶有許多淺色斑點排列而成的細紋，背鰭2個，尾鰭叉形，背鰭硬棘8枚、背鰭軟條 9枚、臀鰭硬棘2枚、臀鰭軟條8枚，體長可達4公分，棲息在珊瑚礁，屬肉食性，繁殖期時，雄魚具有口孵習性，卵約7日化成仔魚，由雄魚吐出，具短暫的仔魚飄浮期，生活習性不明。